# Haus der jungen Produzenten
Das Haus der jungen Produzenten ist eine Nachwuchsinitiative von Studio Hamburg.
Seit 2008 vergibt Studio Hamburg gemeinsam mit der Medienanstalt Hamburg Schleswig-Holstein Stipendien für das Haus der jungen Produzenten. Unterstützt wird das Projekt zusätzlich von der GWFF.
Weitere Partner sind die Filmförderung Hamburg Schleswig-Holstein, die Hamburger Sparkasse, das Verlagshaus Gruner + Jahr, die Kanzlei Field Fisher Waterhouse und die Agentur Nordpol.

## Stipendium
Die 18-monatigen Stipendien reichen von der Bereitstellung der Infrastruktur, also Räume und Büroausstattung in der Trebitsch-Villa auf dem Studio Hamburg-Gelände, über Beratung und Unterstützung bezüglich Verwertung und Distribution, Rechts- und Finanzierungsbetreuung bis zur Bereitstellung von Produktionskapazitäten zu Sonderkonditionen.

## Stipendiaten

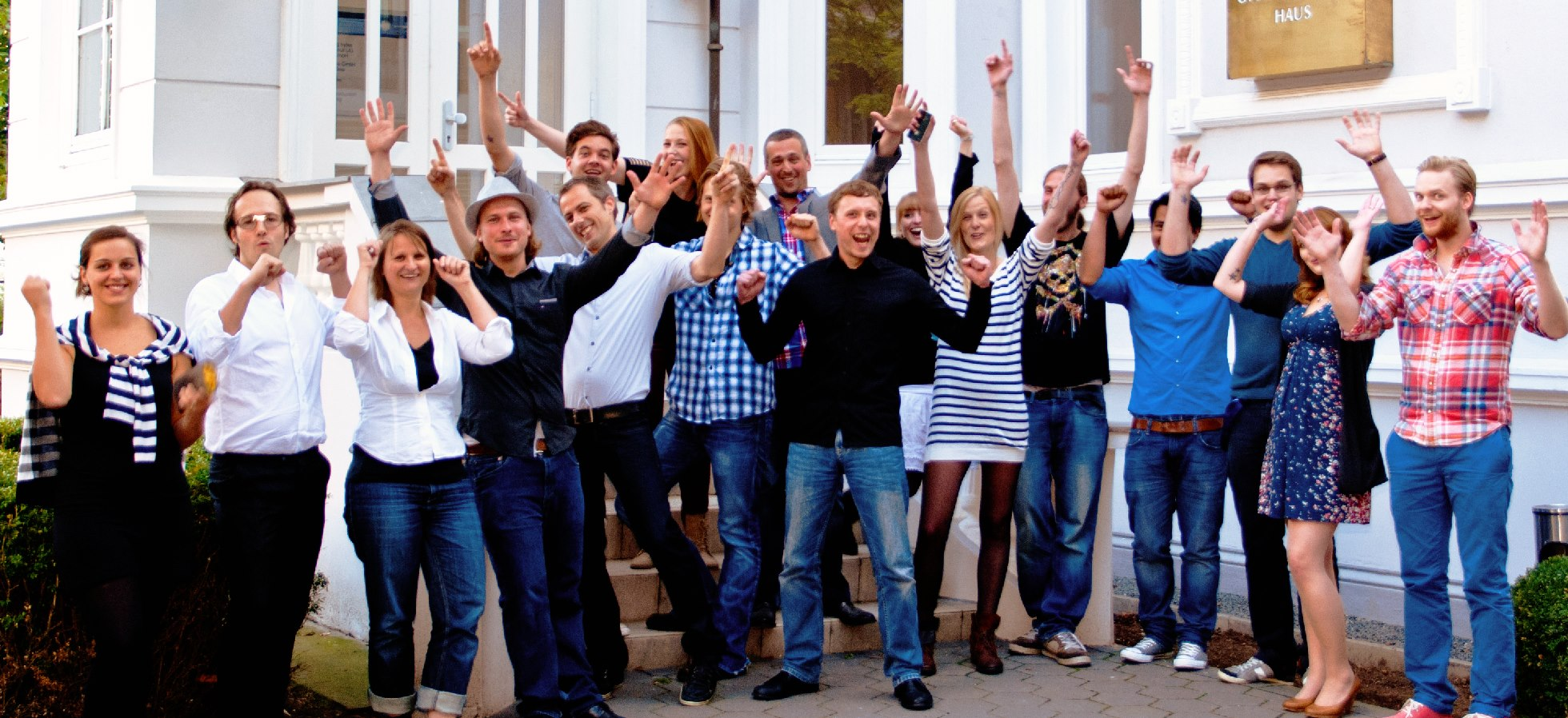
Stipendiaten des HDJP

- 2008: Jessica Landt und Falk Nagel, Beleza-Film. Malte Lüken und Daniel Schäfer, ico_moving bytes. Fabian Gasmia und Henning Kamm, Detailfilm GmbH. Stephan Anspichler, York Street Productions. Krystian Miruchna und Philip Pratt, jakun media.
- 2009: Faysal Omer, miko-film.
- 2010: Jan Brockmann und Susanne Kultau, Saubere Filme. Martin Kilger, Kilgermedia. Stefan Gieren, fiction zwei null. Marco Antonio Reyes Loredo, Kerstin Schaefer und Eva Steindorf, Konspirative KüchenKonzerte.
- 2011: Katharina Rinderle, Latemar-Film. Simon Kaiser und Yannik Markworth, parcyvall GmbH.
- 2012: David Brych, Frog Motion Filmproduktion. Chad Ochs, Wiebke Wöltjen, Sören Zehle, Annika Zill, Entourage Productions.
- 2013: Ceylan Beyoglu, Story Kid Studio.[3] Franziska Pohlmann, Pohlmann Creatives. Norton Mamusha und Judith Schade, Vision Alpha.
- 2014: Juan Garcia und Sönke Kirchhof, reallifefilm international GmbH.[4]
- 2015: Catherine Ackermann und Christian Bahr, The Executive Production LLC.[5] Jakob Deutsch, jadefilme.